# Aristoxenos

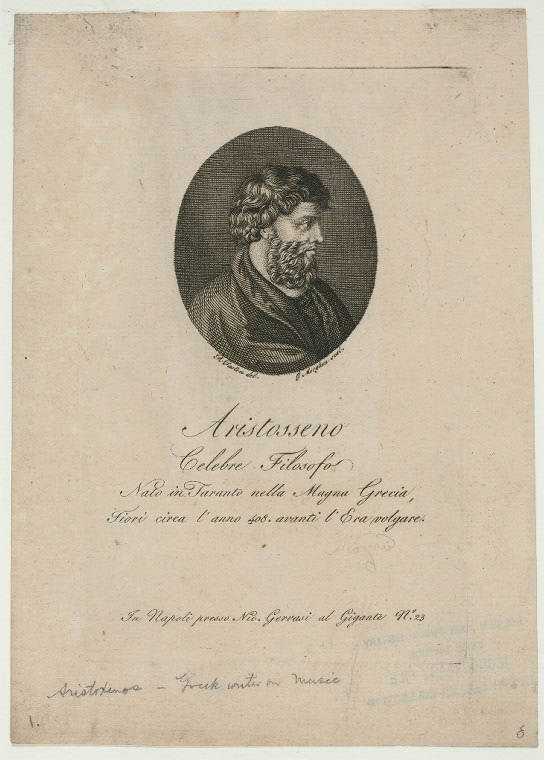
Neuzeitliches Phantasiebild des Aristoxenos

Aristoxenos von Tarent (altgriechisch Ἀριστόξενος Aristóxenos; * um 360 v. Chr.; † um 300 v. Chr.), Sohn des Sokrates-Schülers Spintharos, war ein griechischer Philosoph und Musiktheoretiker. Er war zuerst Schüler des Pythagoreers Xenophilos von der Chalkidike und des Musiklehrers Lampros, später dann in Athen Schüler des Aristoteles und Angehöriger der peripatetischen Schule. Er ist der älteste antike Schriftsteller über Musik, von dem ausführliche Schriften erhalten sind.
Aristoxenos definierte auf rein musikalischer Grundlage unter anderem folgende Begriffe: Intervall, Tonsystem, Ton, Halbton, Drittelton, Viertelton, …, diatonisches, chromatisches und enharmonisches Tongeschlecht, Dauer, Rhythmus. Er prägte damit wesentliche Teile der späteren Musikterminologie in der Spätantike und im Mittelalter. Bis heute haben sich diese Begriffe erhalten, zum Teil allerdings mit modifizierter Bedeutung.

## Musiktheorie

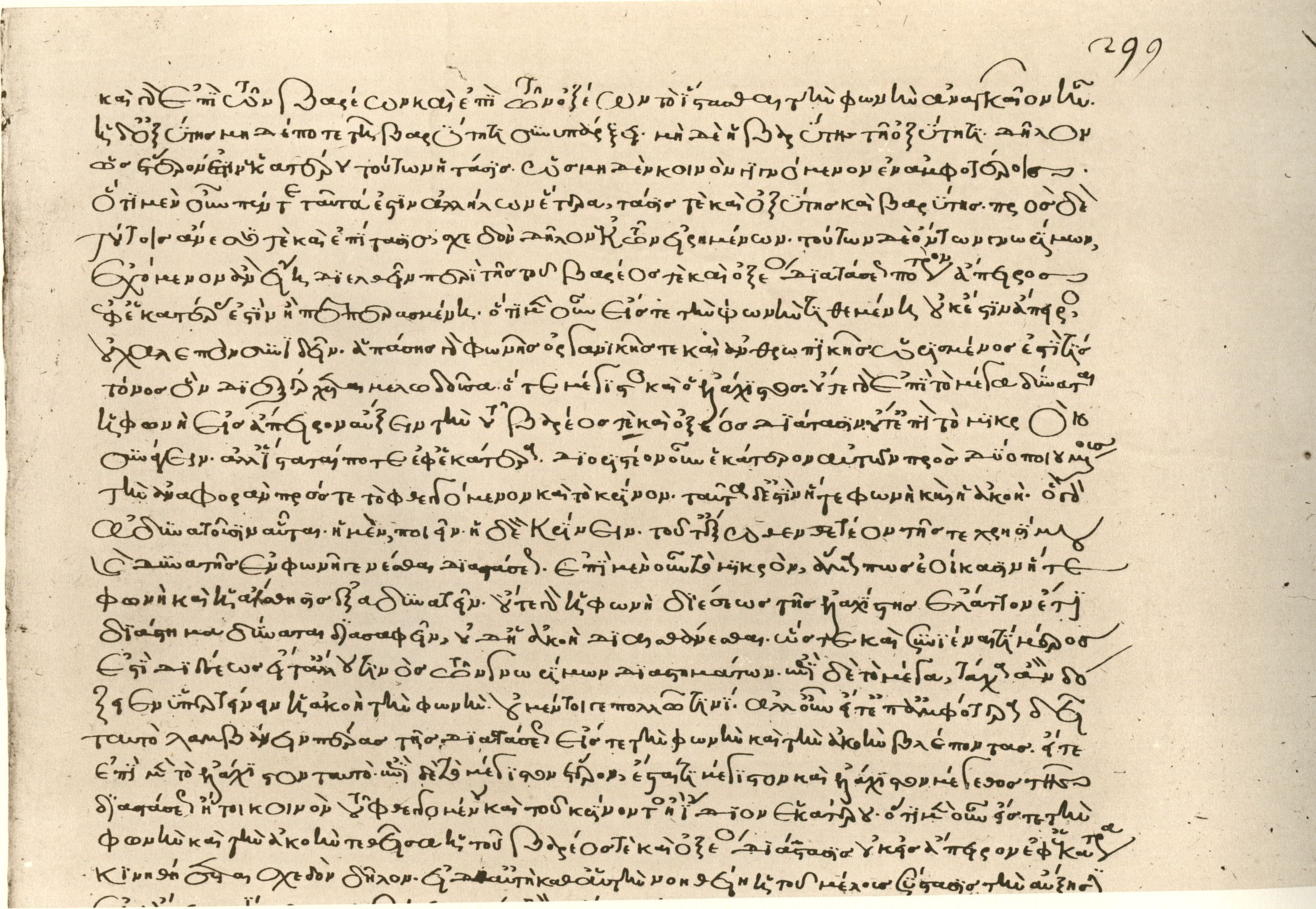
Aristoxenos, Elementa harmonica in der 1296 geschriebenen Handschrift Rom, Biblioteca Apostolica Vaticana, Vaticanus graecus 191, fol. 299r

### Empirisch-mathematische Methode
Aristoxenos war ein strenger Empiriker und baute die Musiktheorie strikt auf der Wahrnehmung mit dem Gehör auf und gilt daher als der führende Harmoniker. Er formulierte eine schroffe Antithese gegen alle seine Vorgänger. Er lehnte insbesondere die akustische Musiktheorie der Pythagoras-Schule, die Intervalle über Zahlenverhältnisse definierte, als Abirren auf ein fremdes Gebiet ab, kritisierte ihre ungenauen Flöten- und Saitenexperimente sowie die unüberprüfbaren Hypothesen des Archytas. Trotzdem blieb er als ehemaliger Pythagoreer ein strenger Mathematiker; er steigerte sogar die deduktiven Prinzipien im Bereich der Musiktheorie: Fehlende oder schwammige Definitionen seiner Vorgänger verspottete er als „Orakel“ und forderte „akribische“ Definitionen, Axiome und Beweise im Bereich der Musik. Dieses vollständige musik-mathematische Konzept verwirklichte er ohne Vorbild in seinen Harmonischen Elementen und seinen Rhythmischen Elementen. Beide Schriften sind nicht ganz vollständig erhalten; weitgehend vollständig ist die definitorische Begriffsbildung und in der Harmonik auch die Axiome, der Beweisteil mit langatmigen verbalen akribischen Deduktionen bricht hingegen jeweils irgendwann ab. Mathematisch nutzte er die Größenlehre des Eudoxos von Knidos, die in den ähnlich betitelten Elementen Euklids überliefert sind. Seine Musiktheorie ist daher ein frühes Musterbeispiel für angewandte Mathematik aus der klassischen Antike kurz vor Euklid.

### Harmonik
Von Aristoxenos stammt die älteste präzise Intervalldefinition: Er definierte ein Intervall (διάστημα) im Sinn eines abgeschlossenen Intervalls einer durch „höher“ und „tiefer“ linear geordneten Menge von Tönen (φθόγγος). Ein Tonsystem (σύστημα) definierte er als zusammengesetztes Intervall nach der in der antiken Geometrie bei Strecken üblichen Zusammensetzung [A,B][B,C]=[A,C]. Jedes Intervall hat eine Größe; schreibt man die Größe des Intervalls [A,B] wie bei Strecken mit AB, so gilt bei Aristoxenos die Größenregel AB+BC=AC des Pythagoreers Philolaos. Aristoxenos kalkulierte auch inkommensurable Größen mit irrationalen Verhältnissen ein. Als Einheit der Intervallgrößen gebrauchte er den Ton (τόνος, Ganzton). Er teilte ihn in beliebige viele gleiche Teile und bildete den Halbton, Drittelton, Viertelton, … Durch ein überliefertes, nachvollziehbares Hörexperiment sicherte er, dass die von den Konsonanzen (Oktave, Quinte, Quarte) erzeugten Intervalle Vielfache des Halbtons sind. Da er die traditionellen akustischen Intervallproportionen nicht anerkannte, gelten bei ihm (wie am modernen Klavier) unabhängig von der akustischen Stimmung folgende Gleichungen:
| Oktave=Quinte+Quarte | (Definition) |
| Ton=Quinte-Quarte    | (Definition) |
| Quarte=2½Ton         | (Experiment) |
| Quinte=3½Ton         | (ableitbar)  |
| Oktave=6Ton          | (ableitbar)  |

Zur Klassifikation der Intervalle wandte Aristoxenos Platons Methode der Dihairesis mathematisch an und definierte fünf Unterscheidungen (modern gesprochen sind das negierte Äquivalenzrelationen), darunter die Unterscheidung der Form (σχημα) der Intervalle aufgrund der Folge (τάξις) der Größe ihrer unzusammengesetzten Intervalle; dies entspricht bei zweitönigen Intervallen [A1,B1],…,[An,Bn] folgender Gleichung:
Form von [A1,B1]…[An,Bn] = A1B1…AnBn
Als spezielle Intervalle definierte er viertönige Tetrachorde der Form A B C mit A+B+C=Quarte und klassifizierte sie nach speziellen Formen in die Tongeschlechter „diatonisch“, „chromatisch“ und „enharmonisch“. Er ging von unendlich vielen Formen in jedem Tongeschlecht aus und nannte folgende sechs Formen explizit:
| Enharmonion:       | Viertelton Viertelton 2-Ton    |
| Chroma malakon:    | Drittelton Drittelton 11/6-Ton |
| Chroma hemiolon:   | 3/8Ton 3/8Ton 7/4-Ton          |
| Chroma toniaion:   | Halbton Halbton 3/2-Ton        |
| Diatonon malakon:  | Halbton 3/4-Ton 5/4-Ton        |
| Diatonon syntonon: | Halbton Ton Ton                |

Auf dieser begrifflichen Grundlage entwarf nun Aristoxenos als einziger Musiktheoretiker der Geschichte eine axiomatische Tonsystemtheorie, in der er melodische Systeme durch Axiome charakterisierte und ihre Form dann mit Beweisen ableitete. Zunächst leitete er die Formen der Konsonanzen ab und zeigte, dass es zyklische Permutationen einer Form für Tetrachorde der Form A B C sind:
| Formen der Quarte | Formen der Quinte | Formen der Oktave |
| ----------------- | ----------------- | ----------------- |
| A B C             | A B C Ton         | A B C A B C Ton   |
| B C A             | B C Ton A         | B C A B C Ton A   |
| C A B             | C Ton A B         | C A B C Ton A B   |
|                   | Ton A B C         | A B C Ton A B C   |
|                   |                   | B C Ton A B C A   |
|                   |                   | C Ton A B C A B   |
|                   |                   | Ton A B C A B C   |

Als vollständiges System (σύστημα τέλειον) definierte er dann das kleinste melodische System, das all diese Konsonanzformen enthält. Seine Ableitung fehlt in der Originalquelle; aufgrund späterer Quellen rechnete er dazu Systeme folgender Form:
Ton A B C A B C Ton A B C A B C       für Tetrachorde mit Intervallfolge A B C
Eine Verbindung zur heutigen Musik hat nur sein vollständiges System, das auf dem Diatonon syntonon aufbaut und die Form der heutigen Moll-Tonleiter über zwei Oktaven hat:
Ton ½Ton Ton Ton ½Ton Ton Ton Ton ½Ton Ton Ton ½Ton Ton Ton

### Rhythmik
Seine Rhythmik baute Aristoxenos weitgehend analog zur Harmonik auf. Als Größenart benutzte er hier die Dauer (χρόνος), auch inkommensurable Dauern mit irrationalen Verhältnissen. Als Analogbildung zu den Primzahlen (πρωτος αριθμος) definierte er die Primdauer (πρωτος χρόνος) als wahrnehmbare Dauer, die nicht in mehrere wahrnehmbare Dauern zerlegbar ist. Die Wahrnehmbarkeit legte er durch Realisierbarkeit beim Sprechen, Gesang oder der Körperbewegung fest (die kleinste Primdauer ist also individuell experimentell ermittelbar). Das ergibt, wie er betonte, unendlich viele Primdauern, die er als Dauern-Einheiten gebrauchte; neben der kleinsten Primdauer p gehören dazu alle Dauern zwischen p und 2p.
Einen Rhythmus definierte er als Dauernfolge (χρόνων τάξις) parallel zur Intervallform der Harmonik. Die Zusammensetzung der Rhythmen betrachtete er auf den drei Rhythmisierungsebenen „Sprechen“, „Gesang“ und „Körperbewegung“ mit Silben, Tönen und Figuren als rhythmisierenden Elementen. Diese rhythmisierenden Elemente setzte er in Dauern (quasi als geordnete Paare) und diskutierte eine komplexe dreischichtige Rhythmusbildung. Dies ist der erste Versuch, polyrhythmische Strukturen zu definieren. Den Tetrachorden entsprechen in der Rhythmik zwei- bis viergliedrige Füße, die nichts mit Versfüßen der Metrik zu tun haben, sondern auf der Ebene der Körperbewegung erklärt werden (man denke an Tanzschritte). Die Füße klassifizierte er mit sieben Unterscheidungen, darunter auch eine Unterscheidung der Rhythmusgeschlechter „daktylisch“, „jambisch“ und „paionisch“. Der fragmentarische Beweisteil seiner Rhythmik mit Deduktionen der in der Rhythmusbildung möglichen Füße ist ohne Hypothesen nicht mehr rekonstruierbar, weil hier gewisse Axiome verschollen sind.

## Einfluss auf spätere Musiktheoretiker
Alle späteren antiken Musiktheoretiker im Bereich der Harmonik übernahmen von Aristoxenos die musikalische Terminologie. Das gilt nicht nur für seine Anhänger, die sogenannten Aristoxeneer (s. u.), sondern genauso für seine Gegner unter den jüngeren Pythagoreern. Zu ihnen gehörte zu Lebzeiten des Aristoxenos der Mathematiker Euklid, der in seiner Musikschrift Teilung des Kanons eine pythagoreisch-modifizierte Fassung des diatonischen aristoxeneischen Tonsystems bot, gleichzeitig aber eine Reihe von Sätzen gegen die Harmonik des Aristoxenos bewies, darunter die Negation der Teilbarkeit des Tons, des experimentellen Axioms Quarte=2½Ton und der Gleichung Oktave=6Ton. Diese Sätze zeigen aber nur die mathematische Unvereinbarkeit der pythagoreisch-akustischen Position mit der empirisch-musikalischen Position bezogen auf den Entwicklungsstand der antiken Mathematik. Rechnerisch setzte sich aber wegen der mathematischen Autorität Euklids weitgehend die pythagoreische Theorie durch, nur terminologisch blieb Aristoxenos maßgeblich. Vertreter dieser aristoxeneisch-pythagoreischen Kompromisslinie waren auch Eratosthenes und vor allem Ptolemaios. Ptolemaios schlug auf Grund der Kritik des Aristoxenos an den ungenauen Saitenexperimenten (Saite=Darm!) messtechnische Verbesserungen am Kanon oder Monochord vor und kritisierte seinerseits das Experiment des Aristoxenos als ungenau, was akustisch-experimentell stichhaltig ist. Er wirkte weiter über Boethius, der den Disput zwischen der Pythagoras- und Aristoxenos-Schule im lateinischen Sprachraum tradierte und wesentlichen Einfluss auf die mittelalterliche und heutige Tonsystemtheorie hatte. In der mittelalterlichen Musik bekamen die aristoxenische Formen der Oktave, die auch als Oktavgattungen bezeichnet werden, eine praktische Bedeutung für die Kirchentonarten.
Im Bereich der Rhythmik hatte Aristoxenos nur eine geringe prägende Wirkung auf die spätere Theorie. Hier blieb die sprachliche Metrik dominant, in deren Terminologie Dionysios Thrax nur den Begriff „Fuß“ und deren Zwei- bis Viergliedrigkeit aufnahm und sprachrhythmisch uminterpretierte.

## Aristoxeneer
Aristoxeneer heißen diejenigen Musiktheoretiker, die sich an der Lehre des Aristoxenos orientierten und sich von der pythagoreischen Richtung fernhielten. Zu ihnen zählen Kleoneides (=Pseudo-Euklid), Aristeides Quintilianus, Bakcheios Geron, Psellos und einige anonyme Autoren von Musiktraktaten, die zum Teil fälschlich dem Aristoxenos zugeschrieben werden (Pap. Oxy. 9). Die Aristoxeneer waren lauter Epigonen, die das Niveau ihres Vorbilds bei weitem nicht erreichten und seine Lehre sehr verwässerten. Sie entfernten alle Mathematik aus seiner Lehre, das heißt alle Axiome und Beweise und viele Definitionen, ferner auch die ganze experimentelle, wahrnehmungsbezogene Fundierung. Oft wird die Lehre der Aristoxeneer nicht klar von der Lehre des Aristoxenos getrennt. Überhaupt ist die Aristoxenos-Rezeption schon in der Antike stark von Missverständnissen geprägt. Sein Antipythagoreismus wurde oft als Rechenunfähigkeit missdeutet und seine empirische Einstellung als antimathematisch. Diese Missverständnisse bestehen bis heute. Ein Beispiel hierfür ist Johann Mattheson, der unter dem Pseudonym „Aristoxenus der Jüngere“ Pamphlete gegen jede Art von Musik-Mathematik schrieb. Als aristoxeneisch wird seit der Aristoxenos-Renaissance durch Vincenzo Galilei auch oft das zwölfstufig temperierte Tonsystem missdeutet, weil in ihm die Größengleichungen des Aristoxenos gelten; eine Temperatur setzt aber als Urbild immer das pythagoreische System mit der reinen Quinte 3:2 voraus, das Aristoxenos nicht hatte.

## Textausgaben (teilweise mit Übersetzungen)
- Rosetta Da Rios (Hrsg.): Aristoxeni elementa harmonica. Publicae officinae polygraphicae, Rom 1954.
- Giovanni Battista Pighi (Hrsg.): Aristoxeni rhythmica. Patron, Bologna 1959 (griechischer Text mit italienischer Übersetzung).
- Fritz Wehrli (Hrsg.): Aristoxenos (= Die Schule des Aristoteles. Texte und Kommentar. Heft 2). 2. Auflage, Schwabe Verlag, Basel 1967.
- Lionel Pearson (Hrsg.): Aristoxenus, Elementa rhythmica. The Fragment of Book II and the Additional Evidence for Aristoxenean Rhythmic Theory. Texts edited with Introduction, Translation, and Commentary. Clarendon Press, Oxford 1990, ISBN 0-19-814051-7 (griechischer Text und englische Übersetzung).
- Stefan Ikarus Kaiser (Hrsg.): Die Fragmente des Aristoxenos aus Tarent (= Spudasmata. Bd. 128). Neu herausgegeben und ergänzt, erläutert und übersetzt. Olms, Hildesheim u. a. 2010, ISBN 978-3-487-14298-2 (griechisch, lateinisch und deutsch)
- Wolfgang Detel (Hrsg.): Aristoxenos. Elemente der Rhythmik. Theorie der musikalischen Zeit. Griechisch-Deutsch. Herausgegeben, übersetzt, mit einer Einleitung und einem Kommentar. Felix Meiner Verlag, Philosophische Bibliothek 751, Hamburg 2021. ISBN 978-3-7873-4040-8

## Übersetzungen
- Heinrich Feußner (Hrsg.): Aristoxenos. Grundzüge der Rhythmik. Ein Bruchstück in berichtigter Urschrift mit deutscher Übersetzung und Erläuterungen, sowie mit der Vorrede und den Anmerkungen Morelli’s neu herausgegeben Edler, Hanau 1840.
- Paul Marquard (Hrsg.): Αριστοξενου Aρμονικων τα Σωζομενα. Die harmonischen Fragmente des Aristoxenus. Griechisch und deutsch mit kritischem und exegetischem Commentar und einem Anhange, die rhythmischen Fragmente des Aristoxenes enthaltend. Weidmann, Berlin 1868, ebookdb.org.
- Paolo Segato: Gli elementi ritmici di Aristosseno. Panfilo Castaldi, Feltre 1897 (italienische Übersetzung).
- Rudolf Westphal: Aristoxenus von Tarent. Melik und Rhythmik des classischen Hellenenthums. 2 Bände. Abel, Leipzig 1883–1893 (Reprographischer Nachdruck. Olms, Hildesheim 1965).
- Stefan Ikarus Kaiser: Die „harmonischen Elemente“ des Aristoxenos von Tarent. Interpretation und Übersetzung. Salzburg 2000 (Salzburg, Universität, Diplomarbeit, 2000; deutsche Übersetzung).
- Stefan Ikarus Kaiser: Das Fragment aus dem zweiten Buch der „Rhythmischen Elemente“ von Aristoxenos aus Tarent. Neue deutsche Übersetzung. In: Querstand. Beiträge zur Kunst und Kultur. Bd. 4, 2009, ZDB-ID 2222733-7, S. 133–135.